# Брохович, Борис Васильевич
Борис Васильевич Брохо́вич (1916—2004) — деятель советской промышленности, инженер-энергетик, кандидат технических наук (1964). Герой Социалистического Труда (1966). Лауреат Ленинской (1960) и Сталинской (1953) премий. Директор Химического комбината «Маяк» МСМ СССР (1971—1989).

## Биография
Родился 22 апреля 1916 года в селе Ловец (ныне — в Невельском районе Псковской области) в семье медиков. В 1931 год у после окончания школы поступил в фабрично-заводское училище Московско-Балтийской железной дороги. С 1933 год а после его окончания работал слесарем в депо на станции Витебск. В 1941 год у после окончания Энергетического факультета Томского индустриального института работал на Челябинском ферросплавном заводе помощником мастера, заместителем начальника, начальником подстанций, начальником электроцеха, начальником отдела оборудования.
В 1946 года Брохович был направлен на строящийся комбинат № 817 в город Челябинск-40, где работал начальником отдела оборудования. После 1950 года назначался главным энергетиком Первого радиохимического завода, начальником смены реактора, заместителем главного инженера, главным инженером и директором Реакторного завода.
В 1966 году за заслуги перед государством в деле укрепления обороноспособности страны Б. В. Броховичу было присвоено звание Героя Социалистического Труда.
С 18 мая 1971 года — директор Химического комбината «Маяк» (с октября 1988 года — директор производственного объединения «Маяк». Руководил предприятием более 18 лет.
За достижение наивысших результатов во Всесоюзном социалистическом соревновании в 1972 году коллектив комбината был награждён Юбилейным почётным знаком ЦК КПСС, Президиума Верховного Совета СССР, Совета Министров СССР и ВЦСПС; в 1973 году Красным Знаменем ЦК КПСС, Совета Министров СССР, ВЦСПС и ЦК ВЛКСМ; в 1980 году — Юбилейной почётной грамотой ЦК КПСС.
Б. В. Брохович — лауреат Сталинской (1953) и Ленинской (1960) премий, кандидат технических наук.
Избирался депутатом городского Совета нескольких созывов, был членом исполкома горсовета, горкома, обкома, и бюро горкома КПСС.
После выхода на пенсию в 1989 году продолжал трудиться на предприятии инженером технического отдела. Жил в городе Озёрске, где и умер 15 июня 2004 года. Похоронен на старом кладбище города Озёрска.

## Память
- Имя Б. В. Броховича занесено в Книгу почёта города Озёрска
- В его честь названа Площадь Броховича в Озёрске[1]

## Награды
- Золотая медаль «Серп и Молот» Героя Социалистического Труда (1966)
- Два ордена Ленина (1966, 1986)
- Орден Октябрьской Революции (1976)
- Два ордена Трудового Красного Знамени (1951, 1981)
- Орден Знак Почёта (1962)
  - медали
- Ленинская премия (1960)
- Сталинская премия второй степени (1953) — за разработку и промышленное освоение методов выделения и переработки трития
- Почетный гражданин города Озёрска (1985)